# Brant Parker
Brant Parker (* 26. August 1920 in Los Angeles; † 15. April 2007 in Lynchburg (Virginia)) war ein US-amerikanischer Comiczeichner.

## Leben
In den 1940er Jahren arbeitete Parker bei Disney, was durch einen Kriegseinsatz bei der US Navy unterbrochen wurde. Später arbeitete Parker als Werbezeichner und als Karikaturist in New York City. Am 9. November 1964 debütierte sein Comic-Strip Magnus der Magier (Wizard of Id) in 50 Tageszeitungen. Parker zeichnete und sein langjähriger Kumpel Johnny Hart textete den Mittelalter-Comic. Andere Comic-Strips, an denen Parker mitarbeitete – wie Out of Bounds oder Crock – verließ er, um sich nur noch Magnus dem Magier widmen zu können. Parker zeichnete die Serie bis 1997. Sein Sohn Jeff Parker übernahm seine Arbeit.
Brant Parker starb am 15. April 2007, acht Tage nach seinem Compagnon Johnny Hart.

## Preise & Auszeichnungen
- 1972: Yellow Kid
- 1984: Reuben Award
- 1986: Elzie Segar Award der „National Cartoonists Society“